# Claude Lorrain

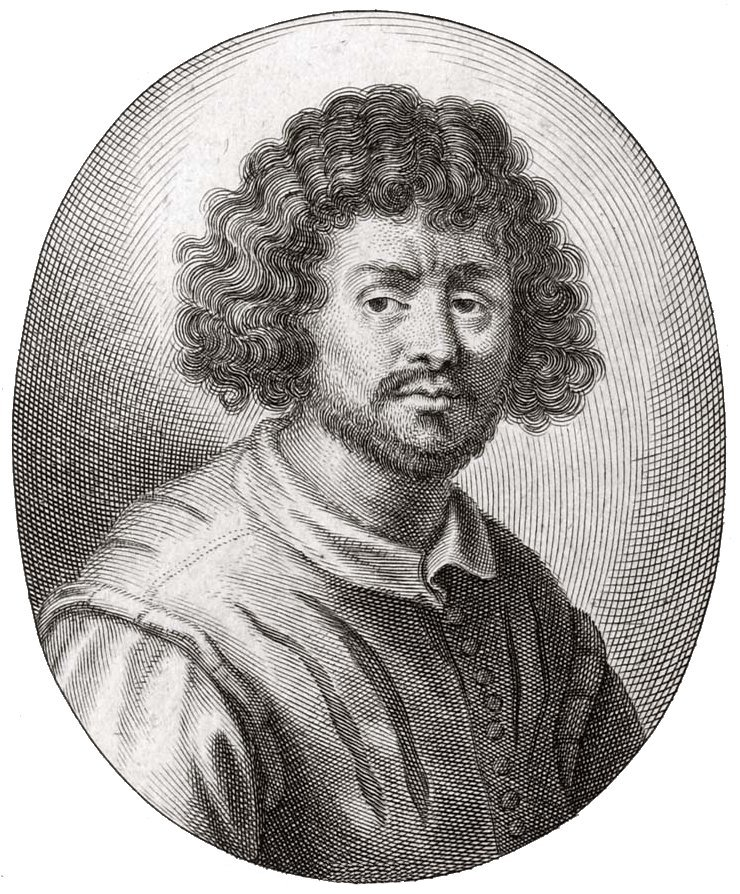
Portret van Claude Lorrain

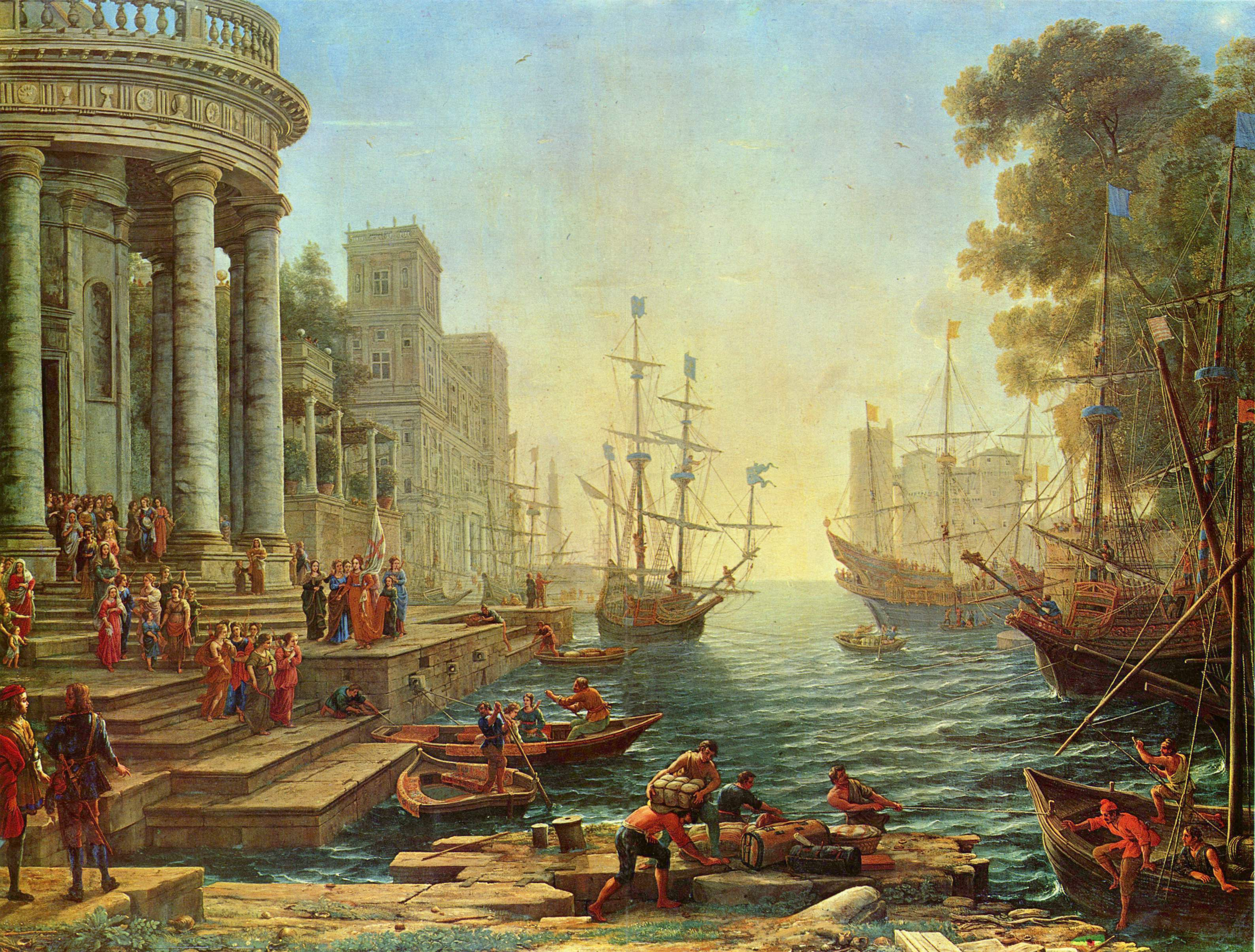
Haven met de inscheping van de heilige Ursula, 1641, National Gallery, Londen

Claude (le) Lorrain, geboren als Claude Gellée (Chamagne, circa 1600 – Rome, 23 november 1682), was een Franse schilder. Zijn naam is ontleend aan zijn geboortestreek Lotharingen, in het Frans: Lorraine.
Hij was de derde van vijf zonen van Jean Gellée en Anne Padore. Volgens de biograaf Filippo Baldinucci overleden zijn ouders toen hij twaalf jaar oud was. Hij was volgens een andere biograaf, Joachim von Sandrart, die hem in zijn Teutsche Akademie (1675) vermeldde, oorspronkelijk banketbakker van beroep. Lorrain ging in 1613 of 1618 naar Rome. Van 1620 tot 1622 was hij in Napels en gedurende twee jaar bij de Duitse schilder Goffredo Wals in de leer. Tussen 1622 en 1625 werkte hij in het atelier van Agostino Tassi in Rome. Tussen 1625 en 1627 was hij een jaar in Nancy in Lotharingen leerling-assistent van Claude Deruet, de hofschilder van de hertog. Hij hoopte van Deruet tevergeefs figuren te leren schilderen. Lorrain had er een traumatische ervaring met het werken op steigers, waarna hij in zijn verdere loopbaan afzag van het schilderen van fresco's en zijn landschappen slechts zou stofferen met kleine figuren. Vanaf het voorjaar van 1627 was hij terug in Rome. Zijn eerste gedateerde schilderij stamt uit 1629. In 1633 werd hij lid van de Academia di San Luca, de officiële kunstenaarsvereniging en in 1643 lid van de Congregazione dei Virtuosi. Hij ontving onder meer opdrachten van paus Urbanus VIII Barberini, koning Filips IV van Spanje, paus Alexander VII Chigi, prins Lorenzo Onofrio Colonna en prins Gaspare Altieri. Lorrain stierf op 23 november 1682 en werd begraven in de Trinitá dei Monti. In 1840 werden zijn stoffelijke resten herbegraven in de San Luigi dei Francesi in Rome.

## Schilderstijl
De werken van Lorrain behoren tot de barok. Hij schilderde vooral klassieke, arcadische landschappen. Hij zou een groot voorbeeld worden voor de Engelse romantische schilders John Constable en J.M.W. Turner.

## Inspiratiebronnen
Voor zijn thematiek was de klassieke Latijnse dichtkunst van belang, onder meer het werk van Horatius, Vergilius en Ovidius. Voor de weergave van menselijke figuren in zijn landschappen ging Lorrain te rade bij het werk van Rafaël. Hij bestudeerde het werk van de Bolognese schilders Annibale Carracci en Domenichino voor de manier waarop zij figuren en landschap op harmonieuze wijze wisten te versmelten. Lorrain kende de werken van de Antwerpenaar Paul Bril, sinds 1582 in Rome en Adam Elsheimer uit Frankfurt, die vanaf 1594 in Rome verbleef. Ook het tekenwerk van Bartholomeus Breenbergh van de Schildersbent of Bentvueghels, een groep in 1620 in Rome opgericht door de "Fiamminghi" ('Vlamingen', waar ook Noord-Nederlanders en Duitsers toe werden gerekend), heeft hem sterk beïnvloed.

## Werken
- Landschap met fluitspelende herder, ca. 1629-32, Norton Simon Museum, Pasadena
- Haven met de Villa Medici, 1637, Uffizi, Florence
- Pastoraal landschap met het Lago di Albano en Castel Gandolfo, 1639
- Zeehaven met ondergaande zon, 1639, Louvre, Parijs
- De Romeinse Campagna, 1639, Metropolitan Museum of Art, New York
- Een kunstenaar die naar de natuur werkt, 1639, Cincinnati Art Museum
- Landschap met inscheping van de heilige Paula Romana, 1639/40, Museo Nacional del Prado, Madrid
- Haven met de inscheping van de heilige Ursula, 1641 National Gallery, Londen
- Odysseus brengt Chryseis naar haar vader terug, ca. 1644, Louvre, Parijs
- Groot landschap, ca. 1645-50 Louvre, Parijs
- Verering van het Gouden Kalf, 1653, Staatliche Kunsthalle Karlsruhe
- Landschap met de ontvoering van Europa door Jupiter
- Landschap met Ascanius die het hert van Sylvia neerschiet, 1682

## Galerij

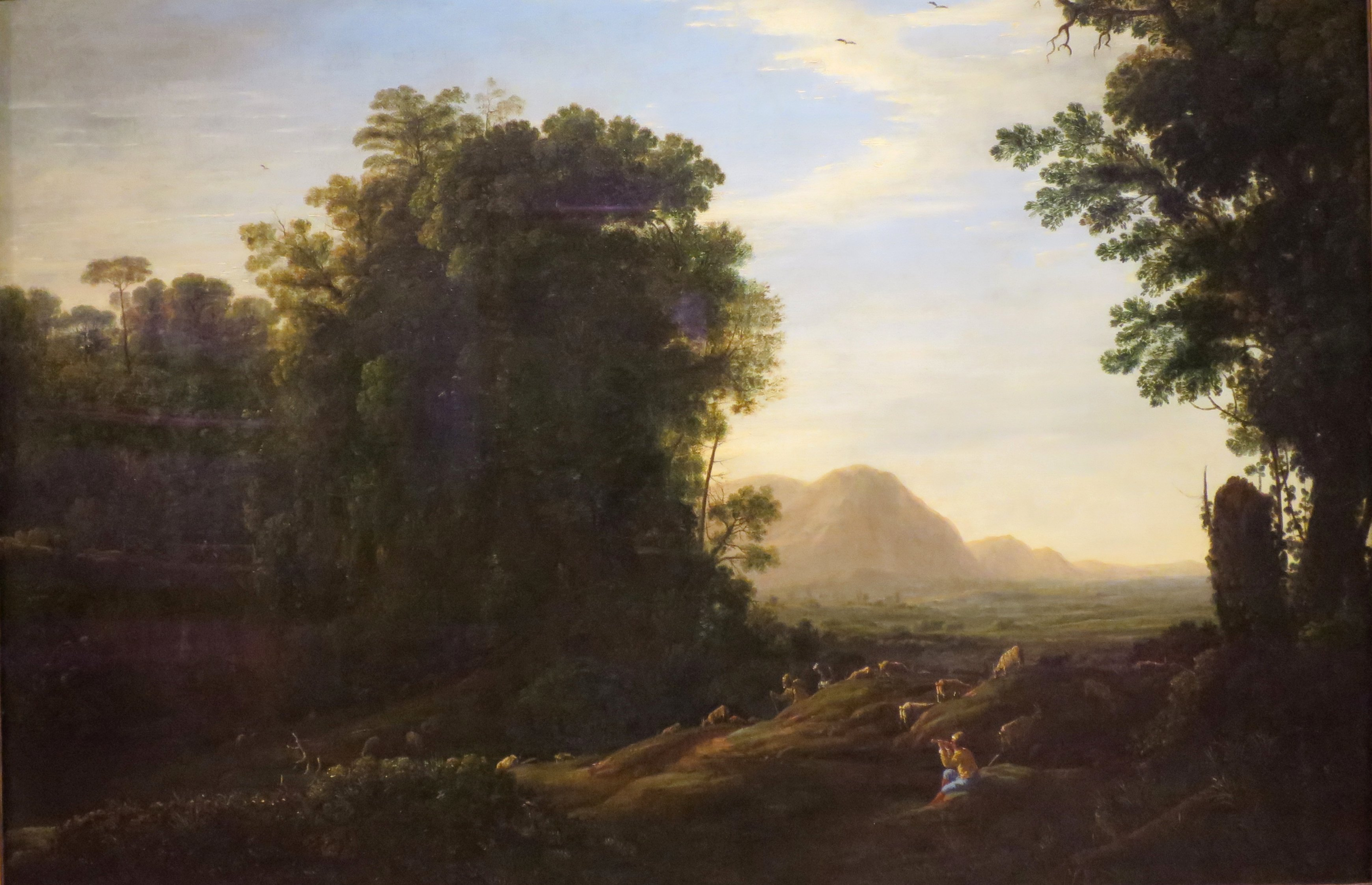
Landschap met Fluitspelende Herder, ca. 1629-32, Norton Simon Museum
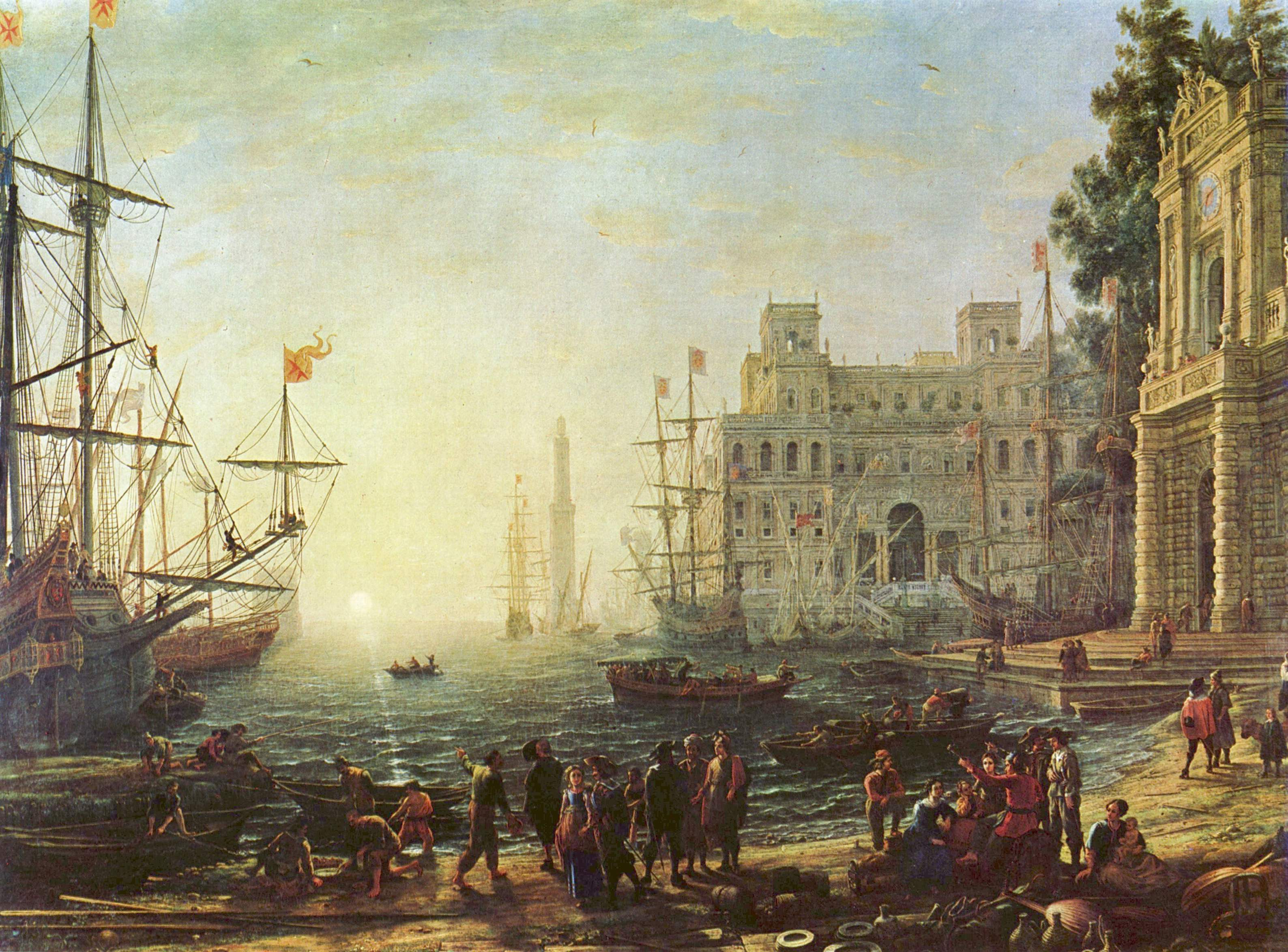
Havenscène met de Villa Medici, 1637, Uffizi, Florence
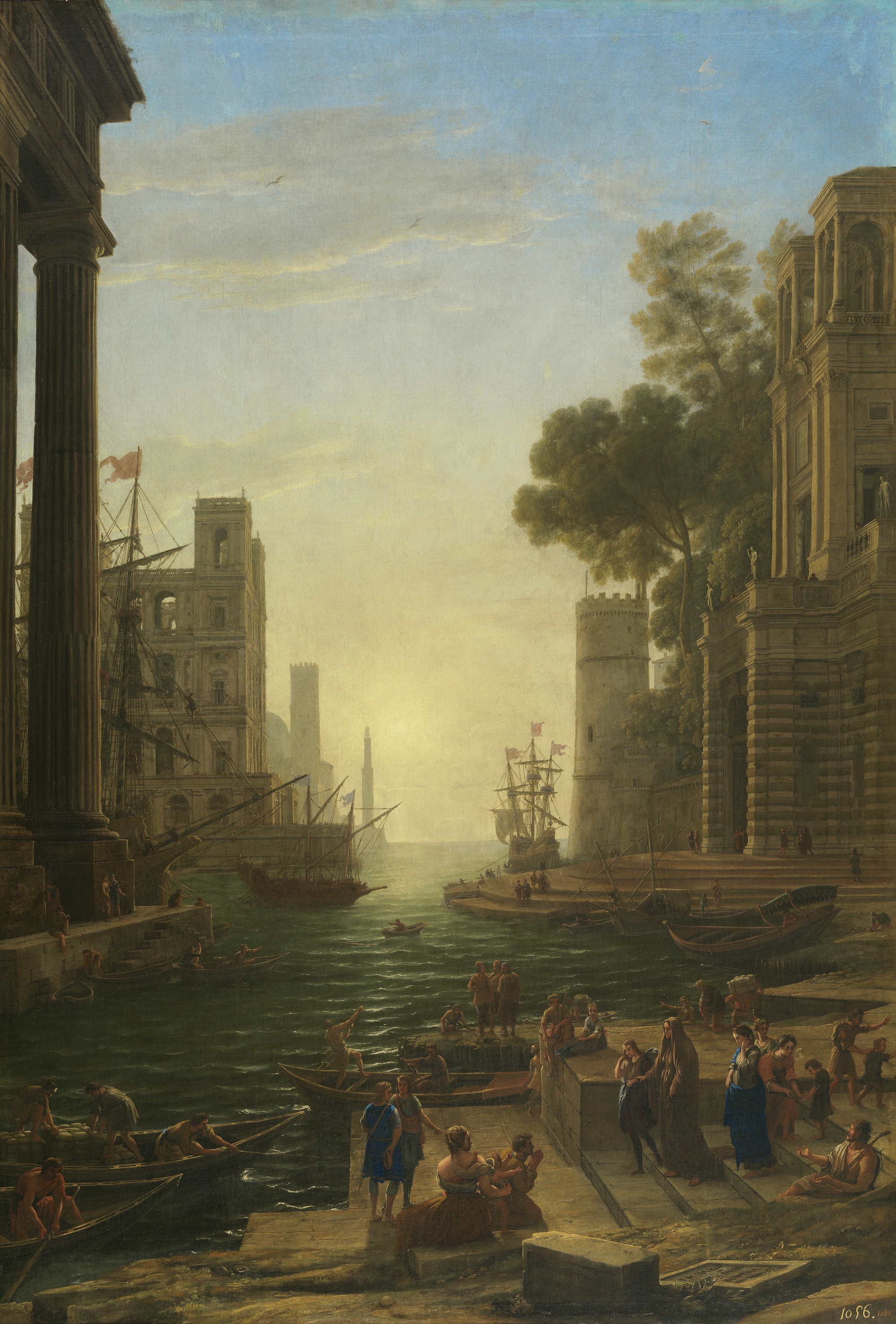
Landschap met inscheping van de heilige Paula Romana in Ostia, 1639/40, Prado, Madrid
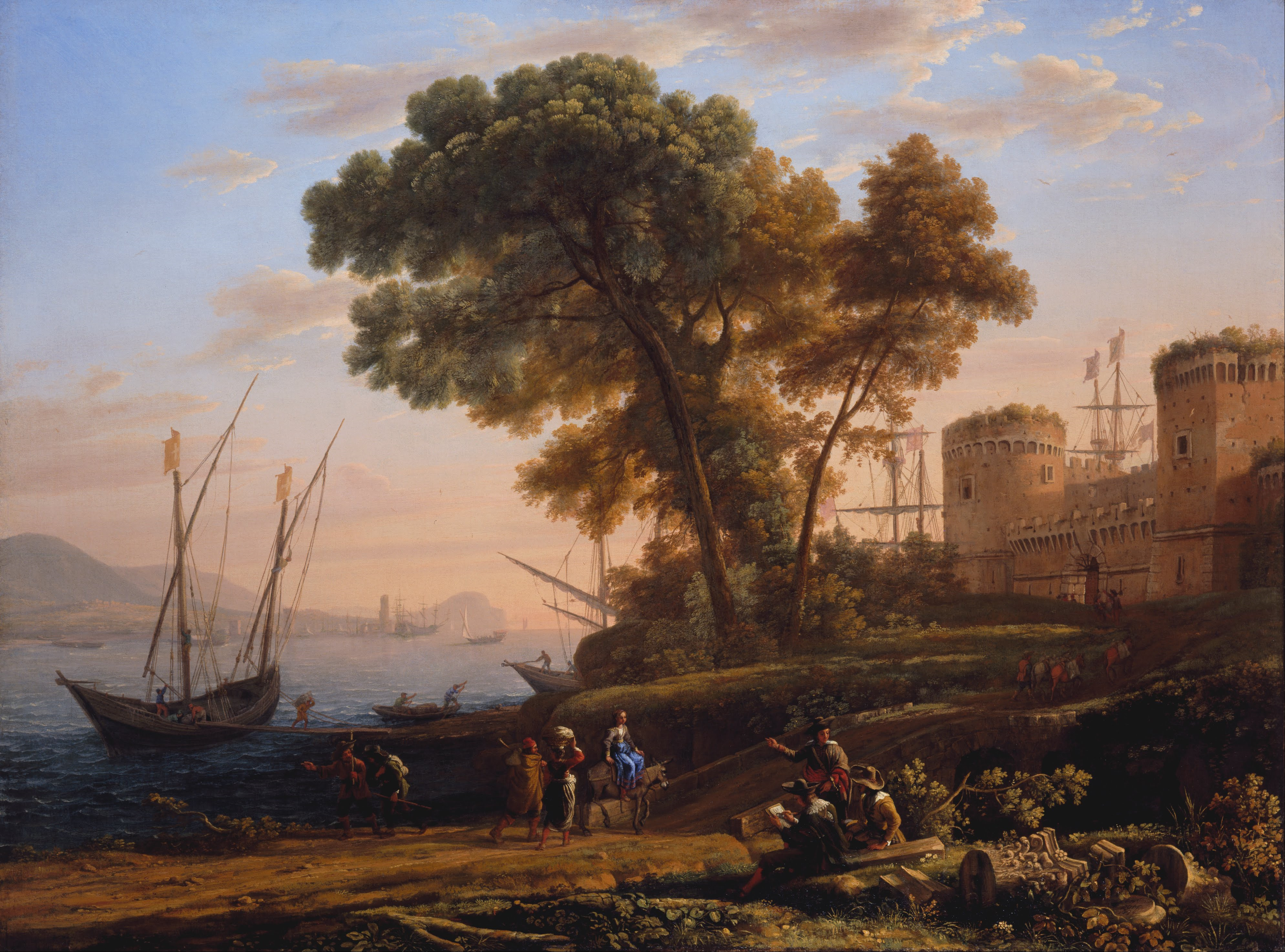
Een kunstenaar die naar de natuur werkt, 1639, Cincinnati Art Museum
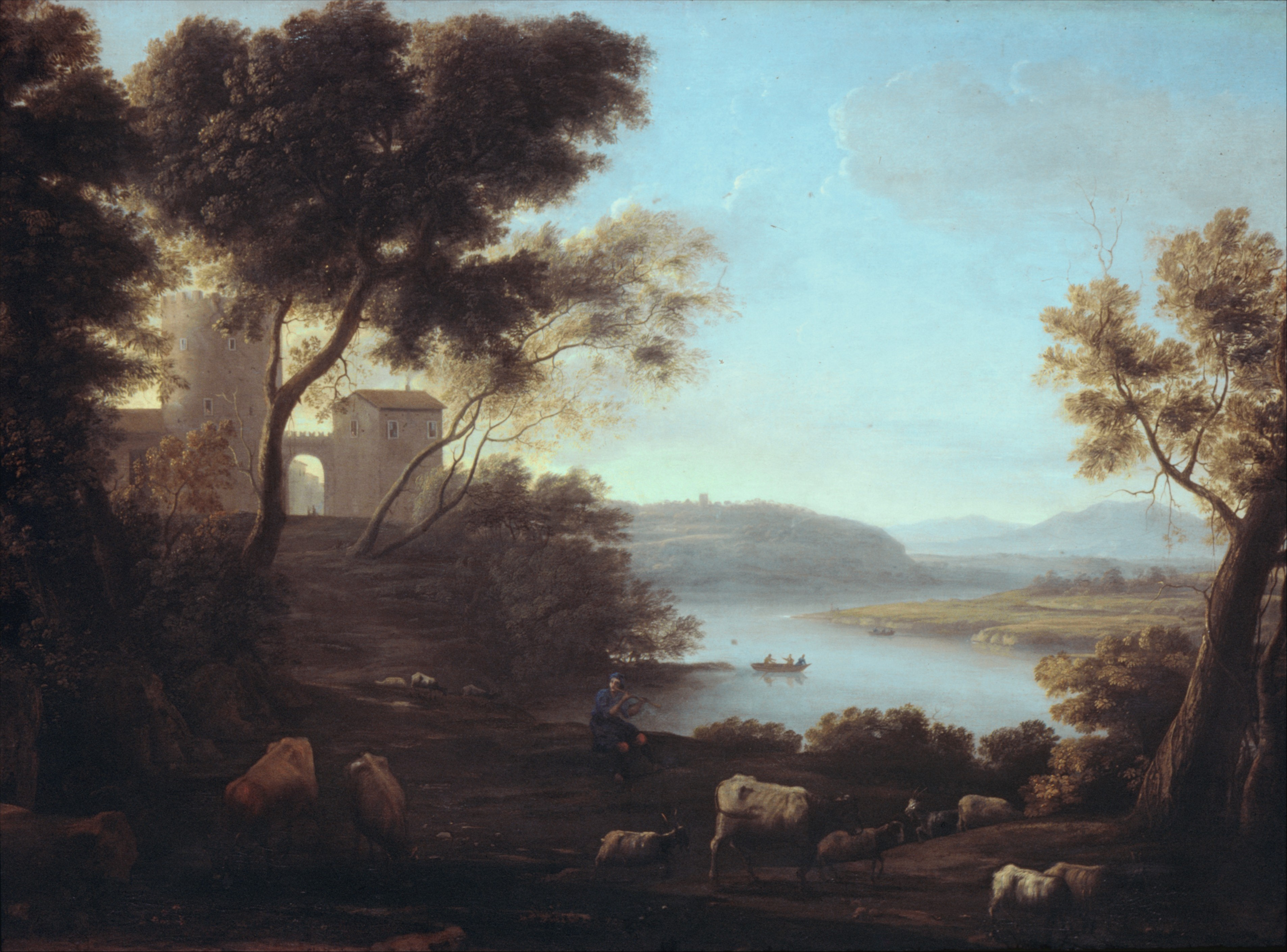
De Romeinse Campagna, 1639, Metropolitan Museum of Art, New York
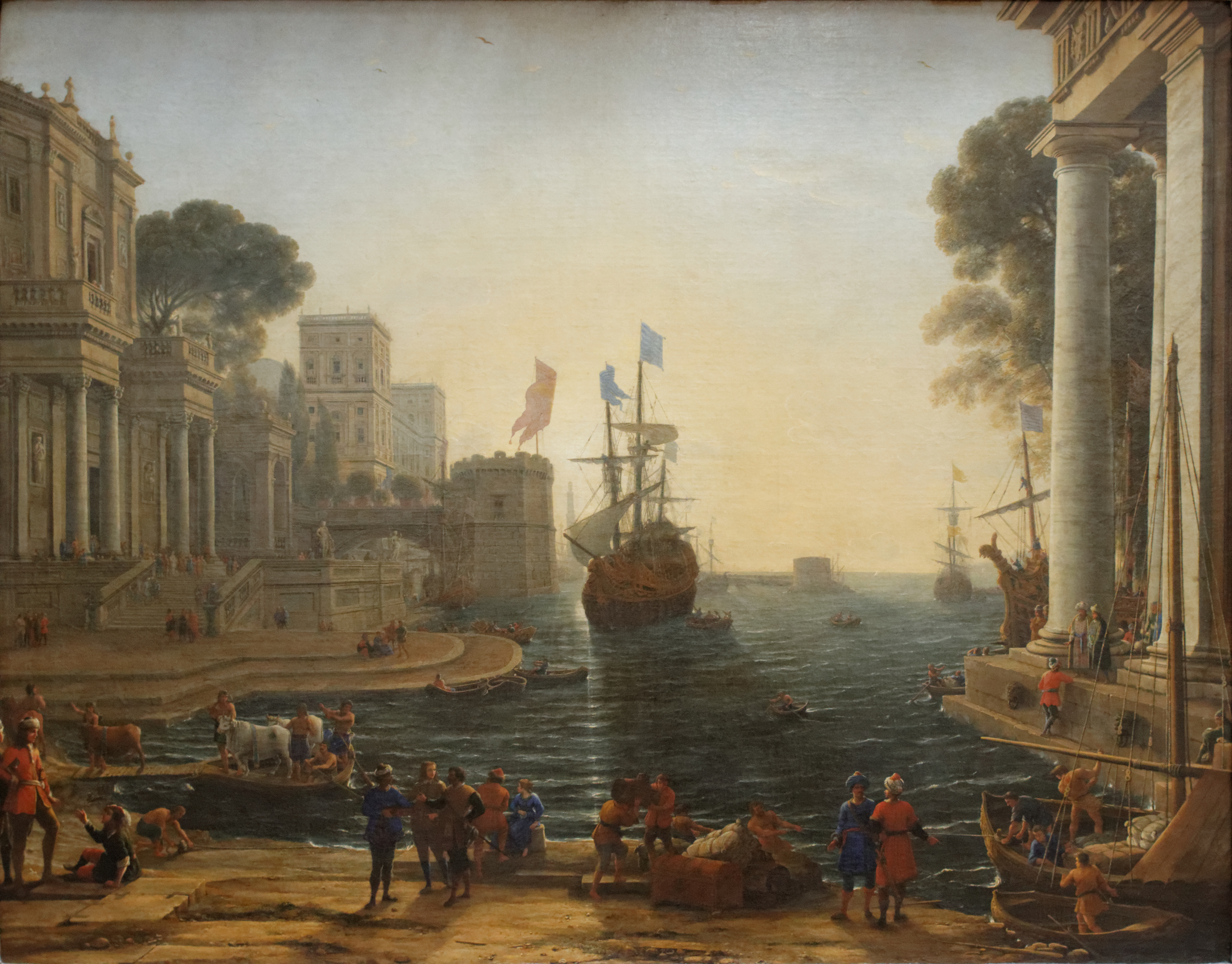
Odysseus brengt Chryseis naar haar vader terug, ca. 1644, Louvre, Parijs
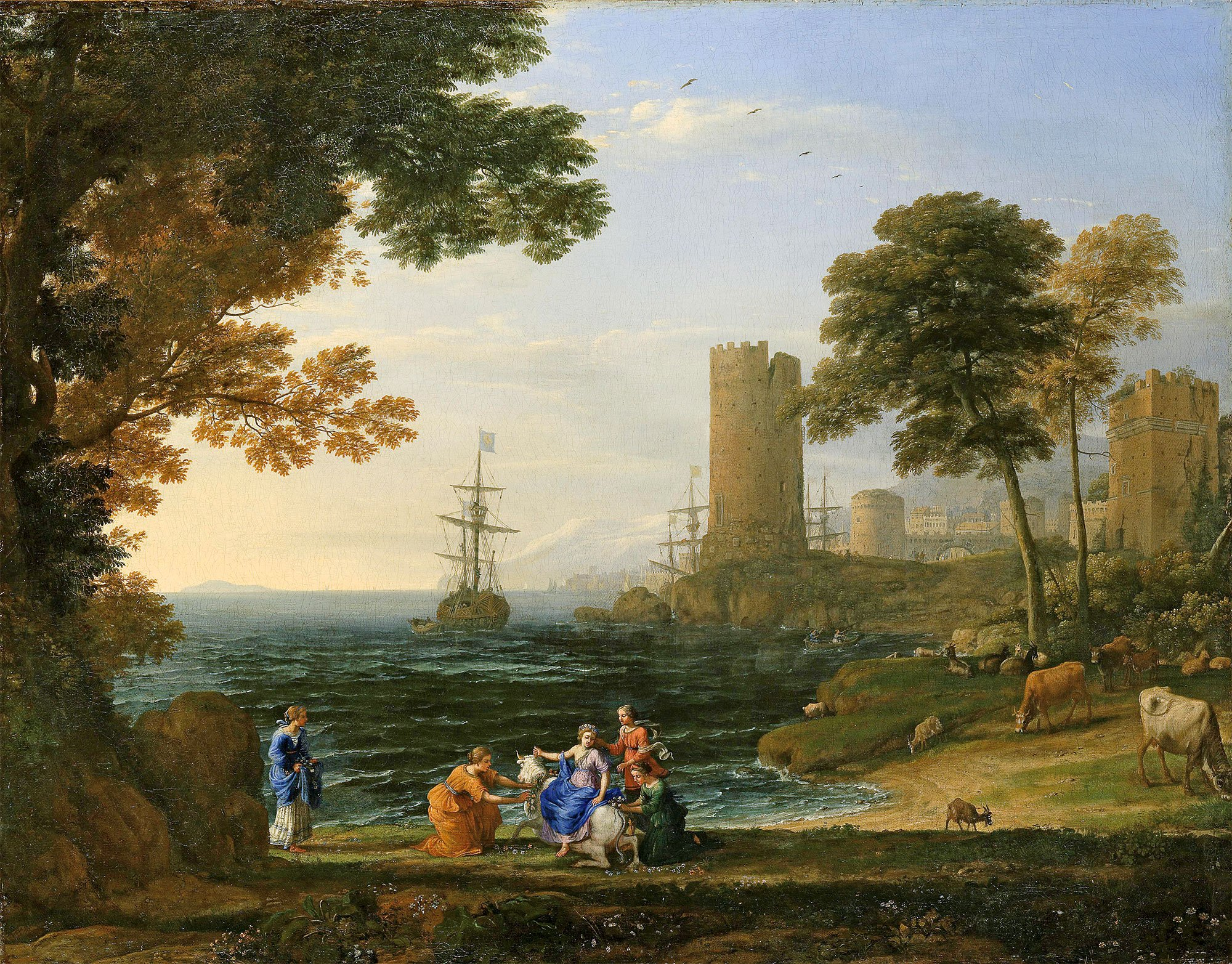
Landschap met de ontvoering van Europa door Jupiter, ca. 1645, Getty Center, Los Angeles
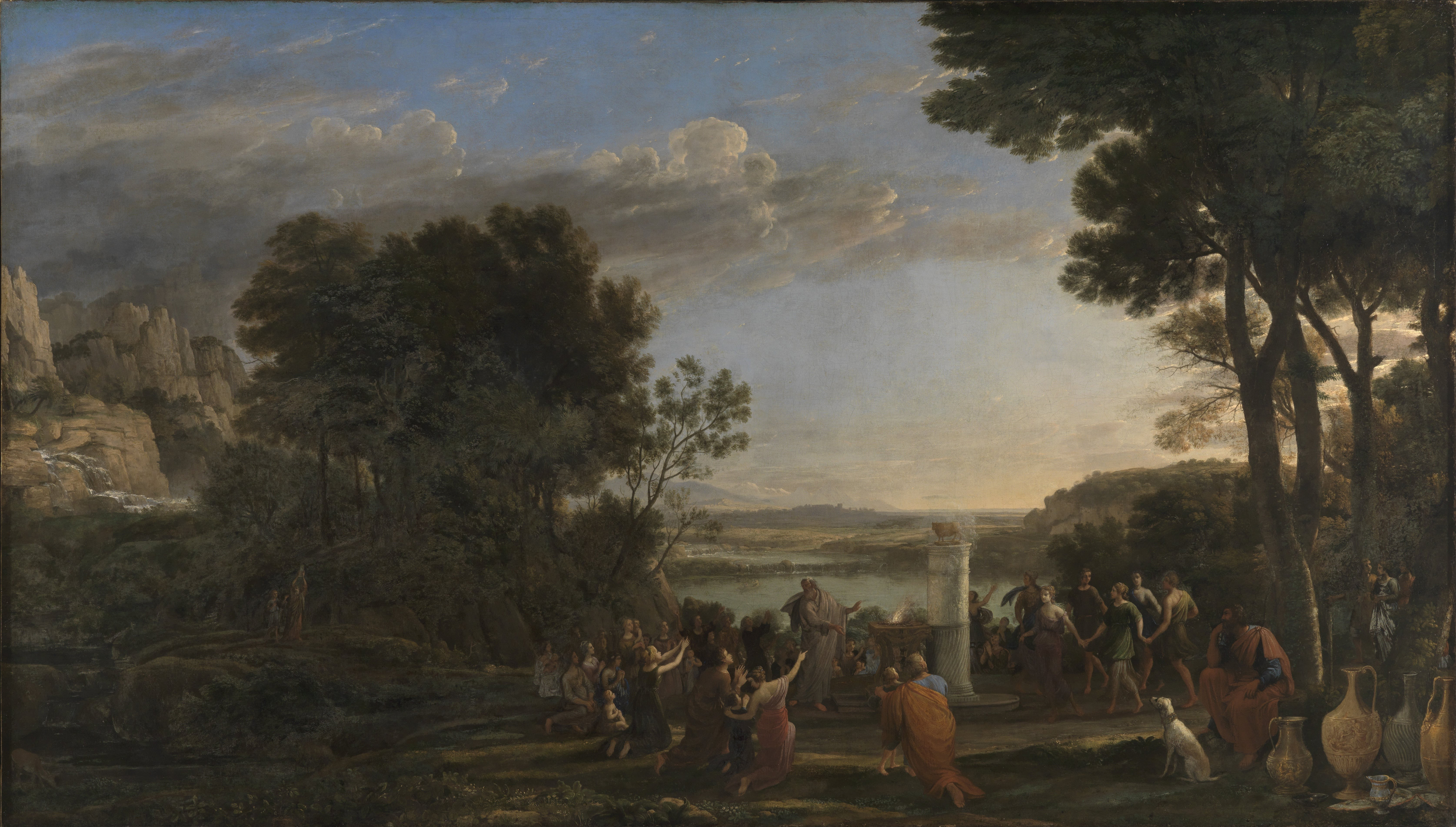
Aanbidding van het het Gouden Kalf, 1653, Staatliche Kunsthalle Karlsruhe
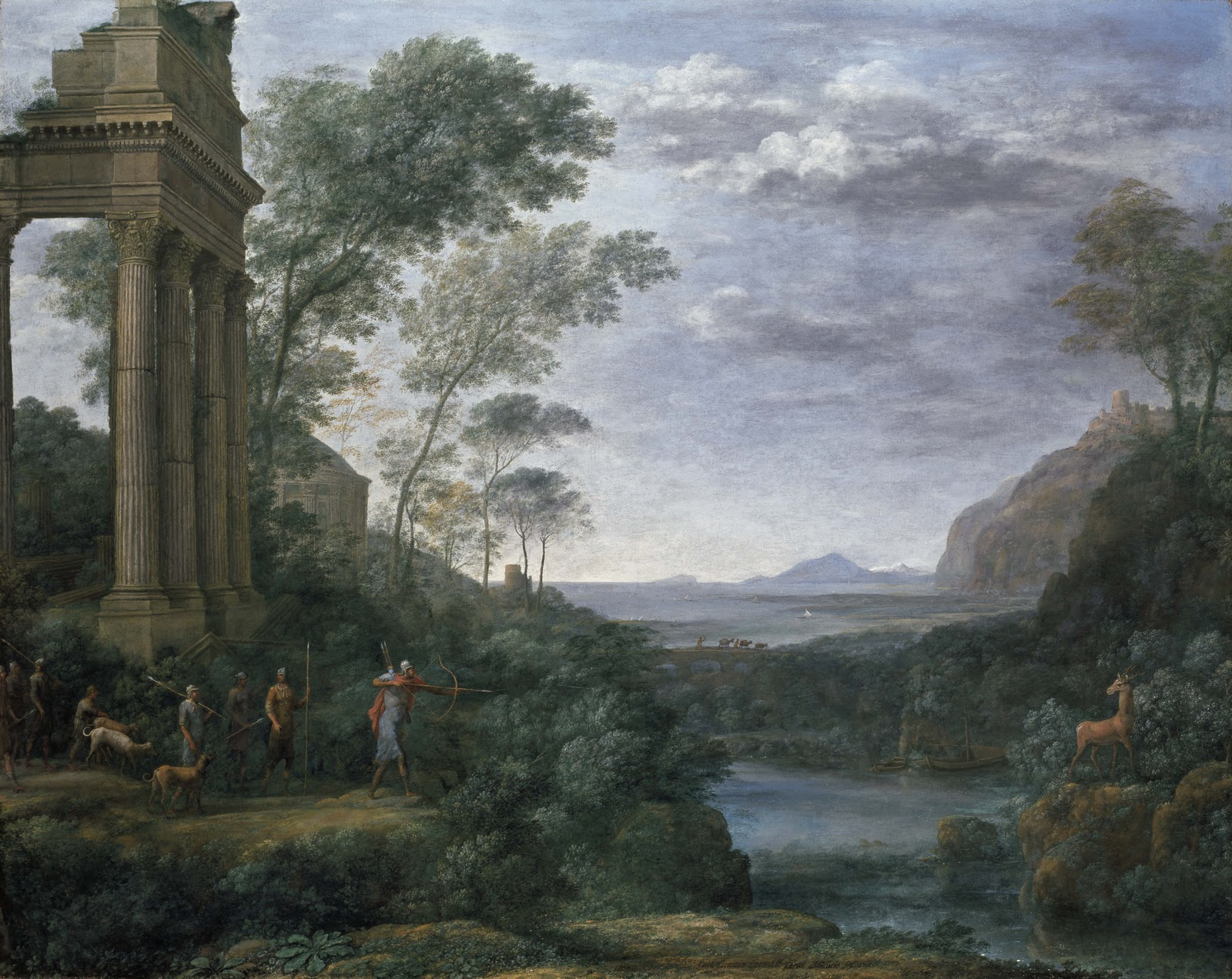
Landschap met Ascanius die het hert van Sylvia neerschiet, 1682, Ashmolean Museum, Oxford